# نشان‌های رسمی ترکیه
ترکیه نشان ملی مشخص ندارد و هر بخشی نشان مخصوص خود را دارد اما در تمام این نشان‌ها ماه و ستاره دو رنگ قرمز و سفید وجود دارد.

## نگارخانه

نسخه مورد استفاده وزارت امور خارجه، سفارتخانه‌ها و کنسولگری‌ها.
نشان جمهوری ترکیه، که در آرم پارلمان ترکیه، دفتر نخست وزیر و سایر وزارتخانه‌ها استفاده می‌شود؛ به عنوان نشان‌های تیم‌های ورزشی ملی و ورزشکاران، و در کارت‌های هویت غیر دیجیتال.
نشان رسمی مجلس ترکیه.